# 厚花球兰
厚花球兰（学名：Hoya dasyantha）是夹竹桃科球兰属的植物，为中国的特有植物。分布于中国大陆的海南等地，生长于海拔1,100米的地区，一般生于杂林中，目前尚未由人工引种栽培。